# Schloss Odelzhausen

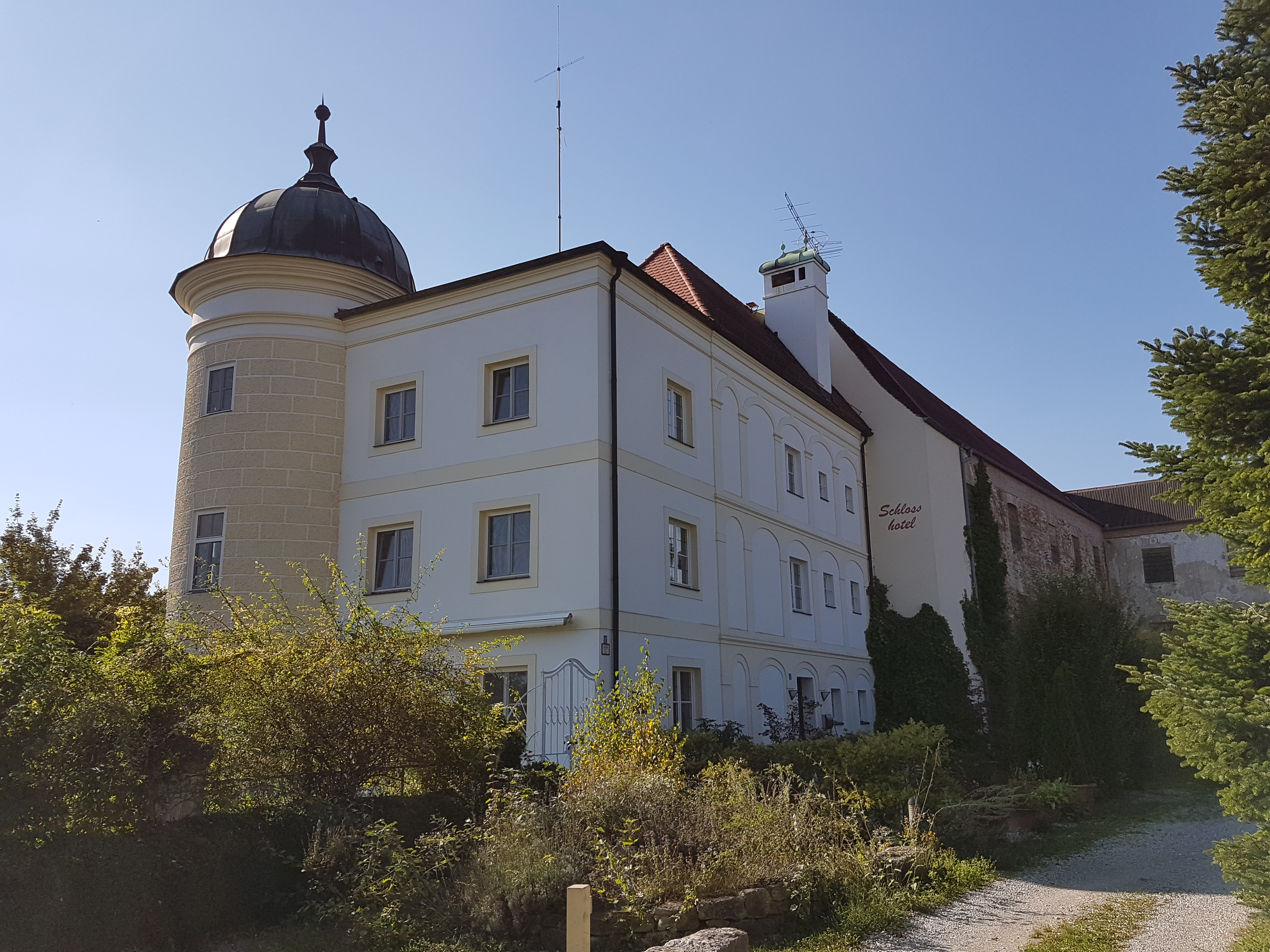
Altes Schloss Odelzhausen

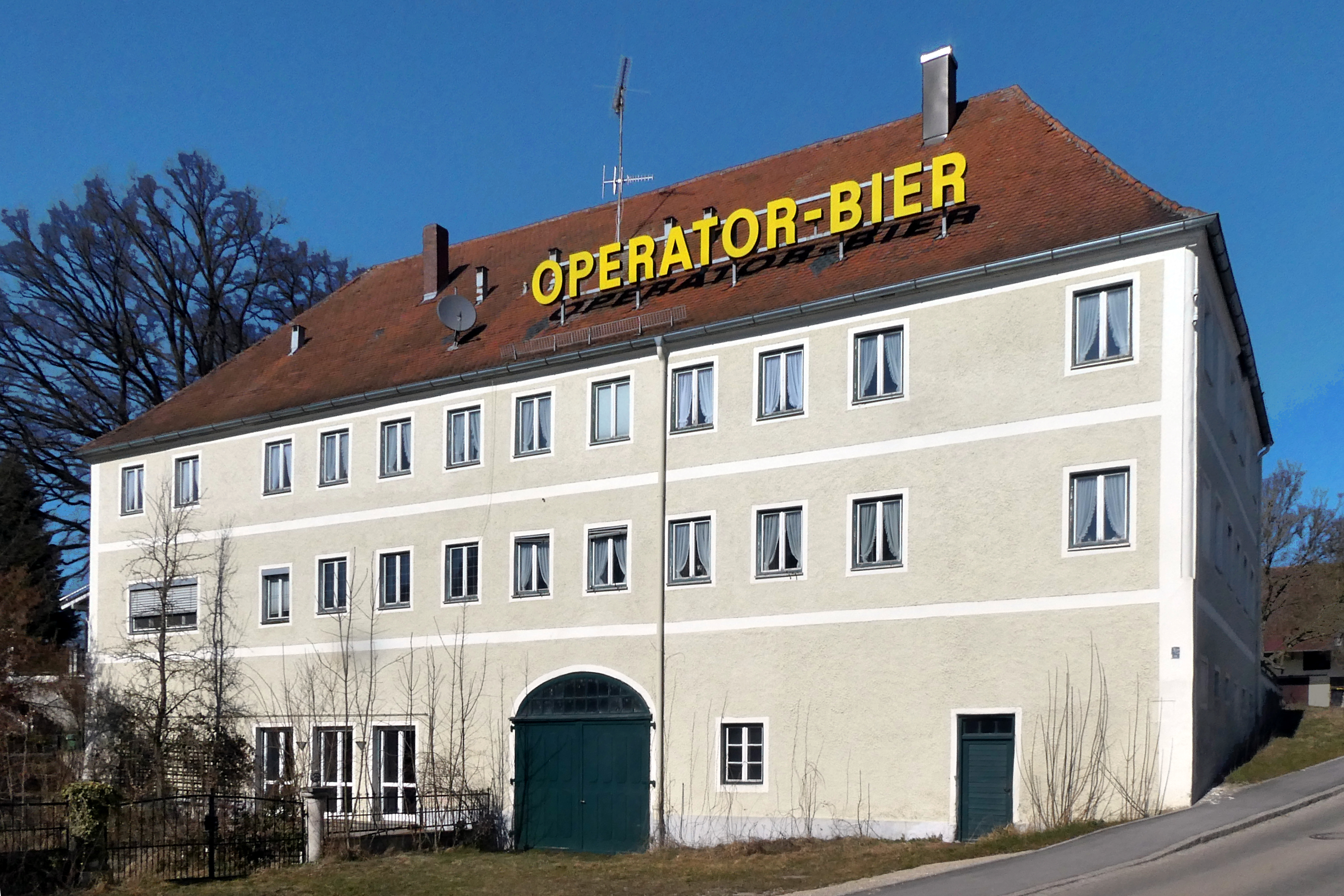
Nebengebäude des Schlosses, jetzt Brauerei

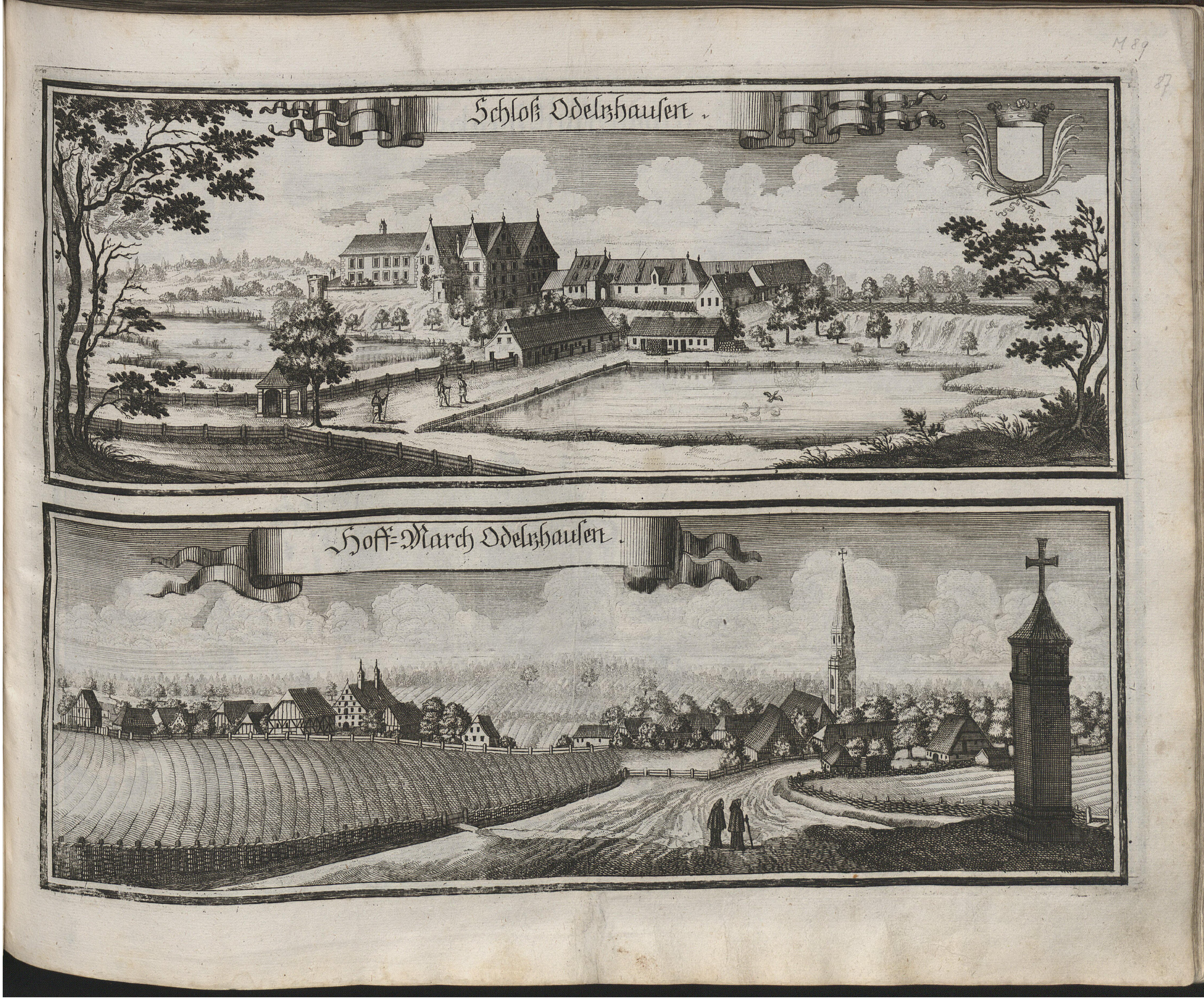
Schloss Odelzhausen nach einem Kupferstich von Michael Wening (1726)

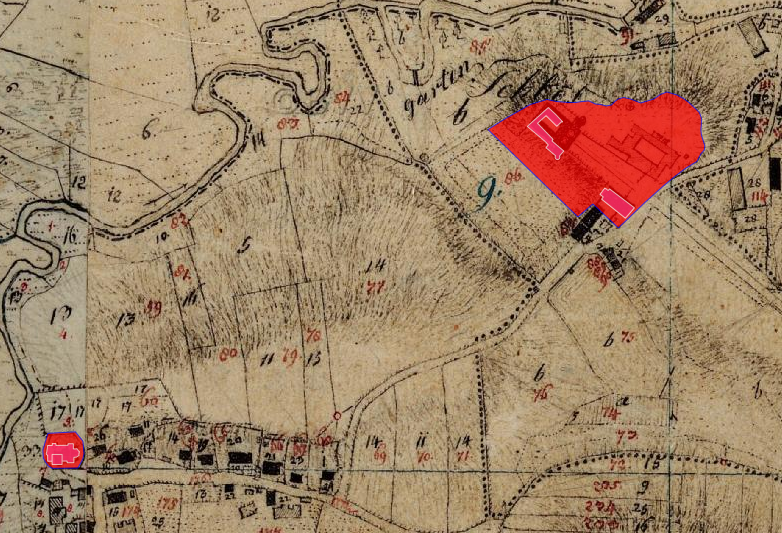
Lageplan von Schloss Odelzhausen auf dem Urkataster von Bayern

Schloss Odelzhausen ist ein in Teilen erhaltenes Schloss in Odelzhausen. Im Schloss befinden sich heute ein Hotel und eine Gastwirtschaft. Das Schloss liegt 650 m nordöstlich von der Pfarrkirche St. Benedikt in Odelzhausen und säüdlich der Glonn.

## Geschichte
Der Ort wird als „Otolteshusir“ im Jahr 814 in den Traditionen des Hochstifts Freising erwähnt.
Eine Burg wird bereits 1247 von den Herren Odelzhausen von erbaut und ist seit 1440 als Adelshofmark verzeichnet. Besitzer waren u. a. die Auer von Pullach (1435–1606), die Hundt (1606–1624) und Johann Eglof von Leonrod (1624–1639), Beccoria de Silano	1639–1672, Baron de Simeoni bzw. seiner Erben (1672–1702). Die gräfliche Familie Minucci bzw. Törring-Minucci hatte die Hofmark (seit 1820 Patrimonialgericht) von 1718 bis um 1835 inne. Weitere Eigentgümer waren die Grafen Törring–Seefeld (1813–1823), dann wieder die Grafen Minucci (1823–1835)	und die Freifrau von Metting (1837–1846). Die Besitzer wechselten nun häufig, es gab adelige und bürgerliche Besitzer, solche, die nur an der dort in einem Nebengebäude des Schlosses ansässigen Brauerei und solche, die nur an den dazugehörigen Ländereien interessiert waren. 1936 kam es zum Einsturz der Ostmauer des Hauptflügels infolge von Erdverschiebungen und dem Verfall der Anlage, 1937/38 zum Abbruch des Haupttraktes. 1963 erfolgte der Neubau des Südwestflügels.
Momentan befindet sich im Schloss ein Hotel und eine Gastwirtschaft, im Nebengebäude des Schlosses ist eine Brauerei. Seit 1993 ist die Anlage im Besitz der Familie Kohn.

## Baubeschreibung
Das Baudenkmal (Nr. D-1-74-135-4 und D-1-74-135-5) wird vom Bayerischen Landesamt für Denkmalpflege folgendermaßen beschrieben:
- Ehemaliges Schloss, Vierflügelanlage, im Kern mittelalterlich, um 1720 ausgebaut und barockisiert, 1937 das Hauptgebäude im Osten weitgehend, der Nordtrakt teilweise abgebrochen, erhalten der runde, südöstliche Eckturm (1963 in den Hotelneubau einbezogen), der Süd- und Westflügel, beide dreigeschossig mit Satteldach, sowie der erdgeschossige Rest des Nordflügels.
- Ehemaliges Nebengebäude des Schlosses, zweigeschossig mit Walmdach, 18. Jahrhundert, später verändert

„Untertägige mittelalterliche und frühneuzeitliche Befunde im Bereich des Schlosses von Odelzhausen und seiner Vorgängerbauten mit zugehörigem Wirtschaftshof“ werden auch als Bodendenkmal unter der Aktennummer D-1-7633-0174 geführt.